# Rublo lettone
Il Rublo lettone (in lettone Latvijas rublis) è stata la valuta della Lettonia dal 1919 al 1922, e poi dal 1992 al 1993.

## 1919-1922
Dopo la proclamazione della Repubblica di Lettonia nel 1918, in circolazione c'erano varie valute diverse: ostrubel, ostmark, papiermark, rubli dell'impero russo, denaro della Duma di Stato russa e banconote emesse da diversi comuni.
Il 4 febbraio 1919, il governo provvisorio lettone autorizzò il ministro delle finanze ad emettere le prime banconote della Repubblica di Lettonia: rubli e copechi lettoni. Il valore di un rublo lettone era fissato ad 1 rublo russo e mezzo. Dall'aprile 1919 al settembre 1922 furono emesse banconote da: 5, 10, 25 e 50 copechi e 1, 5, 10, 25, 50, 100 e 500 rubli. Dall'aprile al luglio del 1919 i rubli lettoni furono stampati anche dal governo Niedras.
Il 3 agosto 1922 il Consiglio dei Ministri adottò il "Regolamento sulla moneta", con cui i Lats e i santīmu divennero la nuova valuta ufficiale della Lettonia. Il valore di un lats fu fissato a 50 rubli lettoni.

## 1992-1993
Nei primi quattro mesi del 1992, dopo l'indipendenza della Lettonia dall'Unione Sovietica, il Paese fu negativamente influenzato dall'inflazione del rublo sovietico. Il ritorno immediato del lats non era un'opzione, poiché si sarebbe svalutato molto rapidamente.
Per risolvere il problema, il 4 maggio 1992, la Commissione per la riforma monetaria della Repubblica di Lettonia approvò una risoluzione "Sull'introduzione del rublo lettone". Dal 7 maggio 1992, il rublo lettone fu emesso in circolazione come moneta a corso legale parallelamente alle banconote in rublo esistenti. Dal 7 al 15 luglio ogni persona aveva diritto al cambio illimitato di rubli russi in rubli lettoni al tasso di cambio di 1:1. Dal 20 luglio 1992 il rublo lettone divenne l'unica valuta accettata in Lettonia. Furono emesse banconote in tagli da: 1, 2, 5, 10, 20, 50, 200 e 500 rubli.
Il rublo lettone fu ritirato gradualmente dalla circolazione il 5 marzo 1993, ma poteva essere cambiato in lats fino al 1º luglio 1994, quando perse validità. Il rublo fu sostituito dal lats lettone nel 1993, al rapporto di 1 lats = 200 rubli.